# Halalaimus diplocephalus
Halalaimus diplocephalus är en rundmaskart som beskrevs av Nikolai Nikolaievich Filipjev 1927. Halalaimus diplocephalus ingår i släktet Halalaimus och familjen Oxystominidae. Inga underarter finns listade i Catalogue of Life.